# 제네비에브 (영화)
《제네비에브》(영어: Genevieve)는 영국에서 제작된 헨리 코넬리어스 감독의 1953년 코미디 영화이다. 존 그렉슨 등이 주연으로 출연하였다.

## 줄거리
두 대의 베테랑 자동차와 그 승무원들이 매년 열리는 런던-브라이턴 베테랑 자동차 랠리에 참가한다. 젊은 법정 변호사 앨런 맥킴(존 그렉슨)과 그의 아내 웬디(다이나 셰리단)는 1904년식 다라크인 제네비에브를 운전한다. 그들의 친구이자 건방진 광고 판매원인 앰브로즈 클라버하우스(케네스 모어)는 그의 최신 여자친구인 패션 모델 로잘린드 피터스(케이 켄들)와 그녀의 애완견 세인트버나드와 함께 1905년식 스파이커를 탄다.
브라이턴으로 가는 여정은 클라버하우스에게는 순조로웠지만, 맥킴 부부의 여행은 여러 번의 고장으로 복잡해졌고, 그들은 매우 늦게 도착한다. 앨런이 격분하여 평소에 머물던 고급 호텔의 숙소를 취소했기 때문에, 그들은 칙칙하고 허름한 호텔에서 밤을 보내야 했고(여주인으로 조이스 그렌펠이 카메오 출연), 웬디는 불쾌감을 느낀다.
그들은 마침내 식후 음료를 위해 앰브로즈와 로잘린드와 합류하지만, 로잘린드는 매우 취해 트럼펫을 들고 하우스 밴드와 함께 연주하겠다고 고집한다. 모두가 놀라게도, 그녀는 핫 재즈 솔로를 연주한 후 잠시 후 잠이 들었고, 웬디는 매우 즐거워한다.
앨런과 웬디는 앰브로즈가 웬디에게 로맨틱한 관심을 보인다는 이유로 다투고, 앨런은 차고로 가서 시무룩해한다. 그가 한밤중에 차를 수리하고 있을 때 앰브로즈가 나타난다. 격한 말들이 오가고, 앨런은 클럽에서 경주가 허용되지 않음에도 불구하고 충동적으로 앰브로즈에게 런던으로 돌아가는 경주에서 이기면 100파운드를 주겠다고 내기를 건다. 앰브로즈는 "웨스트민스터교를 먼저 건너는 사람"이라는 조건으로 내기를 받아들인다.
다음 날 아침, 로잘린드는 심한 숙취에 시달리고 웬디는 모든 일에 단호히 반대하지만, 두 팀은 런던으로 다시 경주한다. 각 운전자는 무슨 일이 있어도 자신의 차가 더 낫다고 확신하며, 둘 다 다양한 형태의 속임수를 쓴다. 앰브로즈는 앨런의 엔진을 방해하고, 앨런은 앰브로즈가 경찰에게 제지당하게 만든다.
마침내 런던 외곽에서 두 대의 차는 교통 경찰에게 제지당하고, 앨런과 앰브로즈가 거의 주먹다짐을 할 뻔한 후 네 명의 경쟁자는 공개적으로 경고를 받는다. 웬디의 고집으로 그들은 내기를 취소하고 대신 파티를 열기로 결정한다. 그러나 펍이 열리기를 기다리는 동안 말싸움이 오가고 내기는 다시 시작된다.
두 대의 차는 런던 남부 교외를 가로질러 나란히 달린다. 그러나 불과 몇 야드를 남겨두고 제네비에브가 고장 난다. 앰브로즈의 차가 추월하려 할 때, 타이어가 전차 궤도(런던의 마지막 전차 주는 1952년에 운행되었지만, 영화가 같은 해에 제작되었을 때 많은 궤도들이 여전히 남아 있었다)에 박히고 다른 방향으로 운전해 나간다. 제네비에브의 브레이크가 고장 나고, 차는 몇 야드 굴러 웨스트민스터교 위로 올라서서 내기에서 이긴다.

## 출연

### 주연
- 존 그렉슨 - 알란
- 디나 셰리단 - 웬디
- 케네스 모어 - 앰브로즈
- 케이 켄달 - 로잘린

### 조연
- 제프리 킨 - 경찰
- 아서 원트너 - 늙은 신사
- 조이스 그렌펠 - 여관 주인

## 한국판 성우진(KBS)
- 유강진 - 알란(존 그렉슨)
- 이선영 - 웬디(디나 셰리단)
- 황원 - 앰브로즈(케네스 모어)
- 손정아 - 로잘린(케이 켄달)
- 정동열 - 경찰(제프리 켄)
- 전기병 - 호텔 손님(에디 마틴)
- 유영환 - 남성(마이클 메드윈)
- 김창주 - 늙은 신사(아더 원트너) / 정비공(조이 E. 카)
- 이호인 - 사회자(레슬리 미첼) / 정비공(패트릭 웨스트우드) / 경찰(해롤드 시돈스)
- 이연희 - 여관 주인(조이스 그렌펠)

## 기타
- 프로듀서: 조지 핏처
- 미술: 마이클 스트링거